# So Cold the River
So Cold the River es una película de terror y suspenso escrita y dirigida por Paul Shoulberg. Basada en la novela homónima de Michael Koryta. Se estrenó en cines el 25 de marzo del 2022.

## Argumento
La investigación de un realizador de documentales sobre el misterioso benefactor de un pueblo descubre un mal inexplicable mientras se hospeda en un centro turístico local.

## Reparto

### Principales
- Bethany Joy Lenz - Erica Shaw.
- Katie Sarife - Kellyn Cage.
- Alysia Reiner - Alyssa Bradford-Cohen.
- Andrew J. West - Josiah Bradford.
- Deanna Dunagan - Anne McKinney.
- Kevin Cahoon - Dylan.
- Aaron Roman Weiner - Rory Granger.

### Recurrentes
- Lea Hutton Beasmore - Casino Patrón.
- Kingston Vernes -Lucas Granger.
- Lucas Bentley - Sheriff.
- David Myers Gregory - Mr. Bradford.
- Ruth Kaufman - Grace Harrelson.
- Rupert Spraul - Lonnie Wilkes.

- Datos: Q110811891